# 1312
Пізнє Середньовіччя •  Реконкіста •  Ганза •  Монгольська імперія

## Геополітична ситуація
Андронік II Палеолог є імператором Візантійської імперії (до 1328). Генріх VII Люксембург є імператором Священної Римської імперії (до 1313). У Франції править Філіп IV Красивий (до 1314).
Апеннінський півострів розділений: північ належить Священній Римській імперії, середню частину займає Папська область, південь належить Неаполітанському королівству. Деякі міста півночі: Венеція, Піза, Генуя тощо, мають статус міст-республік.
Майже весь Піренейський півострів займають християнські Кастилія (Леон, Астурія, Галісія), Наварра, Арагонське королівство (Арагон, Барселона) та Португалія, під владою маврів залишилися тільки землі на самому півдні. Едуард II став королем Англії (до 1327), а королем Данії є Ерік VI (до 1319).
Руські землі перебувають під владою Золотої Орди. Галицько-Волинське князівство очолюють Лев Юрійович та Андрій Юрійович, Михайло Ярославич править у Володимиро-Суздальському князівстві (до 1318).
Монгольська імперія займає більшу частину Азії, але вона розділена на окремі улуси, що воюють між собою. У Китаї, зокрема, править монгольська династія Юань. У Єгипті владу утримують мамлюки. Мариніди правлять у Магрибі. Делійський султанат є наймогутнішою державою Північної Індії, а на півдні Індії панують держава Хойсалів та держава Пандья. В Японії триває період Камакура.
Цивілізація майя переживає посткласичний період. Почала зароджуватися цивілізація ацтеків.

## Події
- 22 березня за наполяганням короля Франції Філіпа IV Красивого Папа римський Клемент V розпустив католицький духовно-лицарський Орден тамплієрів.
- Король Німеччини Генріх VII Люксембург увійшов у Рим, але до Ватикану його не пустили сили неаполітанського короля Роберта. Тому Генріха VII короновано імператором у Латеранському соборі.
- Восени війська імператора Генріха VII взяли в облогу Флоренцію, але змушені були відступити через 40 днів.
- Король Угорщини Карл I Роберт завдав поразки могутнім магнатам у битві при Розгановцях.
- Королем Кастилії і Леону став дворічний Альфонсо XI Справедливий.
- Ліон та Лілль перейшли до французької корони.
- Манса Муса став правителем Малі.
- Генуезький мореплавець Ланчелотто Малочелло заново відкрив Канарські острови.

## Народились
- 13 листопада — Едуард III, король Англії (1327–1377), претензії якого на французький престол стали приводом до Столітньої війни.

## Померли
9 вересня — Отто ІІІ Віттельсбах, герцог Нижньої Баварії, король Угорщини (1305—1307), племінник князя Лева І